# Asot örmény trónkövetelő
Asot (1340/50 – 1387 után) vagy más néven Osin, örményül: Աշոտ/Օշին, franciául: Achot/Ochine d'Oghruy/d'Arménie, Oghruy ura, örmény trónkövetelő. I. Izabella örmény királynő és I. Hetum örmény király szépunokája. I. Johanna nápolyi királynő unokaöccse és I. Lajos magyar király unokatestvére. Tarantói Johanna örmény királyné anyai unokája, Korikoszi Mária örmény királyné unokaöccse és Oghruy Mária örmény királyné fivére.

## Élete
Apja Osin, Oghruy ura. Anyja Osinnak (–1329), Korikosz urának és Örményország régensének a legkisebb, ismeretlen nevű leánya. Anyjának nővérei voltak: féltestvére, Aliz (–1329), IV. Leó örmény király (1308/09–1341) első felesége és édestestvére, Mária (1321–1377/1405), az Idősebb Mária királyné III. Konstantin örmény király (1313–1362) felesége. Asot anyai nagyanyja Anjou Johanna (1297–1323) tarantói hercegnő volt, aki Irén néven 1316-ban I. Osin örmény király második feleségeként Örményország királynéja lett, majd férje meggyilkolása után a mostohafia, a kiskorú IV. Leó nevében régensként uralkodó Korikoszi Osin erőszakkal feleségül vette, és ebből a házasságból született Asot anyja. Asot a nagyanyja, Tarantói Johanna örmény királyné révén I. Johanna nápolyi királynő és Anjou Erzsébet magyar hercegnő unokaöccse is volt, és mivel anyai nagyanyja, lévén Károly Róbert magyar király elsőfokú unokatestvére is, Asot közeli rokonságban állt az Anjou-házzal.
Asot, Oghruy ura Kairóban élt, és 1375-ben V. Leóval szemben léptették fel trónkövetelőnek, de 1375, Örményország állami létének megszűnte után Asot reményei szertefoszlottak. Egy fia volt valószínűleg, akit Torosznak hívtak, és aki még apja életében, 1387-ben meghalt.

## Gyermeke
- Feleségétől/ágyasától, N. N. (ismeretlen nevű és származású) úrnőtől, 1 fiú:
  - Torosz (–1387)